# Ichthyodectiformes
De Ichthyodectiformes zijn een orde van uitgestorven straalvinnige beenvissen, behorend tot de Osteoglossomorpha. Ze leefden tussen het Laat-Jura en het Laat-Krijt (160 - 65 miljoen jaar geleden), of misschien tot het Vroeg-Eoceen (55 miljoen jaar geleden), en hun overblijfselen zijn op alle continenten gevonden. Onder de ichthyodectiformen bevonden zich de grootste roofzuchtige beenvissen van het Krijt.

## Naamgeving
De Ichthyodectiformes werden in 1969 benoemd door David Bardack en Gloria Sprinkle.

## Beschrijving
Ichthyodectiformen waren vissen met een algemeen langwerpig lichaam, van gemiddelde of grote omvang. Ze staan ook bekend als 'bulldogvissen' vanwege hun korte, hoge schedelvorm met een ondervoorbeet die bijzonder stevig en buldogachtig is.
Sommige van deze vissen bereikten enorme afmetingen (bijvoorbeeld Xiphactinus, meer dan zes meter lang) en waren de grootste beenvissen van het Krijt. Ichthyodectiformen worden gekenmerkt door een sterk naar achteren verplaatste rugvin, tegenover de anaalvin. Bovendien stonden de buikvinnen dichter bij de anaalvin dan bij de borstvinnen, terwijl de staartvin homocercaal en sterk gevorkt was. De tanden, over het algemeen scherp of enigszins stomp, waren in een enkele rij langs de kaken gerangschikt.

## Fylogenie en evolutie
Ichthyodectiformen worden beschouwd als een relatief basale groep beenvissen, waarschijnlijk basale vormen van teleostiden (de grootste en meest geëvolueerde groep beenvissen). In het verleden zijn ze naast elkaar geplaatst (of zelfs opgenomen in) met een andere grote groep basale beenvissen, de Pachycormiformes, maar nieuw onderzoek heeft geleid tot de conclusie dat ichthyodectiformen een zeer aparte groep waren, waarschijnlijk binnen de grotere groep Osteoglossomorpha, momenteel nog slechts vertegenwoordigd door een paar vormen (waaronder de grote Zuid-Amerikaanse arapaima).
De eerste vertegenwoordigers van de groep waren vormen van relatief bescheiden omvang (lengte ongeveer vijfenveertig centimeter), die verschenen aan het begin van het Laat-Jura (Oxfordien / Kimmeridgien, ongeveer 155 miljoen jaar geleden), zoals Thrissops en Allothrissops. Ichthyodectiformen verspreidden zich naar alle continenten, inclusief Australië (Cooyoo) en Antarctica (Antarctithrissops), en tijdens het Krijt namen ze in omvang toe en specialiseerden ze zich volgens verschillende aanpassingen. Eén familie in het bijzonder (de saurodontiden) ontwikkelde een bizarre vorm van de kaak. Aan het einde van het Krijt stierven ze vermoedelijk uit zonder nakomelingen achter te laten, zoals tal van andere mariene groepen, maar er zijn enkele fossielen met een twijfelachtige identiteit (bijvoorbeeld Xiphactinus dunedinensis uit Nieuw-Zeeland) die dateren uit het Vroeg-Eoceen (ongeveer 55 miljoen jaar geleden)).

## Paleo-ecologie
De ichthyodectiformen, gezien de vorm van het lichaam en de kop (en van de over het algemeen scherpe en cilindrische tanden), waren over het algemeen roofvissen. Hun overblijfselen zijn gevonden in mariene en estuariene sedimenten. Ze voedden zich over het algemeen met kleinere vissen en er zijn enkele fossielen gevonden waarin de volledige overblijfselen van de prooi bewaard zijn gebleven: een vijf meter lang fossiel van Xiphactinus bevat een compleet fossiel van Gillicus, ongeveer twee meter lang. Alleen Gillicus, samen met andere soortgelijke vormen, lijkt geen actief roofdier van vissen te zijn geweest, maar eerder een planktivoor dier, vanwege de zeer kleine tanden. Een andere bizarre ichthyiodectiform, Dugaldia, bezat een uitzonderlijk zijwaarts uitklapbare muil; een vergelijking met een kleine moderne vis met een vergelijkbare structuur (Neoclinus blanchardi) heeft geleid tot de hypothese dat de vreemde structuur van de kaken een functie zou kunnen hebben in intraspecifieke communicatie: de huidige leden van Neoclinus blanchardi vechten met elkaar door hun mond te openen om te proberen om de tegenstander bang te maken.

## Taxonomie
De fylogenie van ichthyodectiformen is niet erg duidelijk, en er zijn enkele vormen die niet gemakkelijk kunnen worden toegeschreven aan de verschillende families, of als basaal worden beschouwd.

### Geslachten
Basaal of incertae sedis
- Africathrissops
- Aidachar
- Allothrissops
- Altamuraichthys
- Amakusaichthys
- Antarctithrissops
- Asiamericana?
- Bardackichthys
- Chirocentrites
- Chiromystus
- Cladocyclus
- Cooyoo
- Dugaldia
- Eubiodectes
- Faugichthys
- Furloichthys
- Garganoichthys
- Ghrisichthys
- Gillicus
- Heckelichthys
- Occithrissops
- Ogunichthys
- Prymnetes
- Thrissops
- Unamichthys
- Verraesichthys

Chuhsiungichthyidae
- Chuhsiungichthys
- Jinjuichthys
- Mesoclupea

Saurodontidae
- Prosaurodon
- Saurocephalus
- Saurodon

Ichthyodectidae
- Capassoichthys
- Ichthyodectes
- Postredectes
- Vallecillichthys
- Xiphactinus